# Bogusław Kitzmann

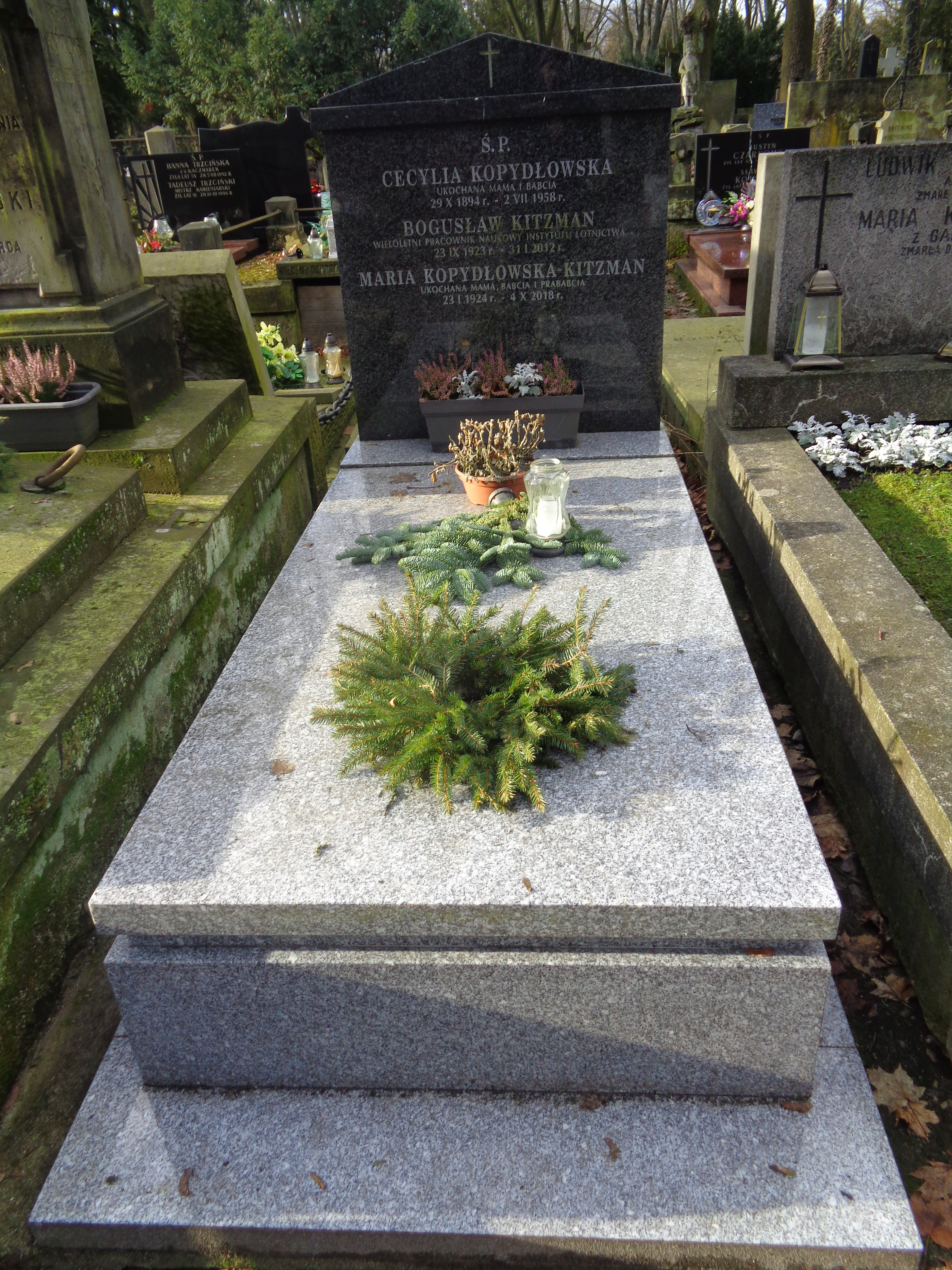
Nagrobek Bogusława Kitzmanna na Cmentarzu Powązkowskim

Bogusław Kitzmann (ur. 1923 lub 1924, zm. 31 stycznia 2012) – polski pisarz i dziennikarz, magister inżynier, lotnik.

## Życiorys
Ukończył studia na Wydziale Lotniczym Politechniki Łódzkiej, równolegle studiując w konserwatorium w klasie fortepianu. Jako młody inżynier był pracownikiem Zakładu Badań w Locie Instytutu Lotnictwa. Wieloletni redaktor felietonów wstępnych w Młodym Techniku, do wprowadzenia stanu wojennego w 1981. Wydał zbiory felietonów: Wyścig bez mety (Nasza Księgarnia 1974) i Krzyk kwiatów (Nasza Księgarnia 1977). Jego głównym zawodem było lotnictwo – pracował na stanowisku adiunkta w Dziale Badań w Locie Instytutu Lotnictwa, był członkiem zespołu doskonalącego samolot PZL TS-11 Iskra.
W „Młodym Techniku” redagował także dział „Pomysły genialne, zwariowane i takie sobie” dla wynalazców. Pisał również do innych czasopism, m.in. Płomyka.